# Institut polytechnique de Hanoï
L’Institut polytechnique de Hanoï (en anglais : Hanoi University of Science and Technology ; acronyme HUST) ; (en vietnamien : Đại học Bách Khoa Hà Nội) est un établissement d’enseignement supérieur public situé au 1, Rue Dai Co Viet, dans le district de Hai Ba Trung à Hanoi au Vietnam.
Fondée en 1956, c’est la plus grande université technologique du Vietnam,. Elle a actuellement 1 500 enseignants et 1 800 employés et compte plus de 37 000 étudiants.

## Histoire
L'institut est initialement créé en 1941 sous le nom de Cité universitaire de l'Indochine.
En 2014, Caritas Vietnam lance sur le campus de l'IPH un projet pilote de prêt de vélos électriques, une action qui vise à l'abandon par les 
étudiants de la motocyclette au profit de véhicules légers écologiques.

## Composantes

### Facultés
- Faculté de Mathématiques appliquées et d'Informatique
- Faculté des Sciences économiques et de Gestion
- Faculté de Génie électrique
- Faculté d'Électronique et des Télécommunications
- Faculté des Sciences de l'éducation
- Faculté des Langues étrangères
- Faculté de Technologies de l'information
- Faculté de Science des matériaux et de technologies
- Faculté de Génie mécanique
- Faculté des Sciences sociales
- Faculté des Technologies du textile, de l'habillement et du design de mode

### Écoles et départements
- École de Génie chimique[7]
- Département d'Éducation physique

## Partenariats

### Universités partenaires
- Australie: Université technologique de Sydney, Université Monash, Université de La Trobe, RMIT University
- Belgique: Vrije Universiteit Brussel, Katholieke Universiteit Leuven, Université de Liège
- Canada: Polytechnique Montréal
- Chine: Université Tsinghua, Harbin Institute of Technology, University of Science and Technology Beijing
- Finlande: Université des sciences appliquées de Lahti
- France: Université Pierre-et-Marie-Curie, École polytechnique, Agrosup Dijon, INSA, Université de La Rochelle, ECAM-EPMI
- Allemagne: Université technique de Dresde, Université de technologie de Darmstadt, Université de Hanovre, École des mines de Freiberg, Université de Stuttgart, Université de Leipzig
- Japon: Université de Technologie de Tokyo, Université de Gifu, JAIST
- République de Corée: Université Korea, KAIST, Université nationale de Séoul, POSTECH, Université nationale Kyungpook
- Russie: Université d'État de Moscou, Tomsk State University, Saint Petersburg State Electrotechnical University
- Singapour: Université nationale de Singapour, Université de technologie de Nanyang
- Suède: Chalmers tekniska högskola
- Taiwan: National Tsinghua University, Université nationale des sciences et des technologies de Taiwan, Ching Yun University
- États-Unis: Troy University, Université de l'Illinois à Urbana-Champaign, Université de Floride, Université d'État de Californie

### Collaboration avec la France
En 1999, le Centre de formation continue en français de spécialité (CFC) ouvre ses portes au sein de l'IPH.
En 2002, en partenariat avec l'Institut polytechnique de Grenoble, l'IPH ouvre le laboratoire Multimédia, information, communication et application
(MICA). En 2010, les deux instituts renouvellent leur partenariat autour de la création du Centre international pour la modélisation en sciences des matériaux (ICCMS) au sein de l'IPH.
En 2017, le Haut Conseil de l'évaluation de la recherche et de l'enseignement supérieur (HCERES) renouvelle pour 5 ans l'accréditation de l'IPH.

### Partenariats privés
En 2014, l'IPH signe un accord de partenariat avec le Japonais Hitachi pour collaborer sur la recherche dans l'ingénierie nucléaire.
En 2018, l'IPH signe un accord de partenariat avec l'Américain Avnet pour travailler sur le développement de l'internet des objets.

## Présidence
- 2015-2020 : Hoang Minh Son[13]

## Galerie

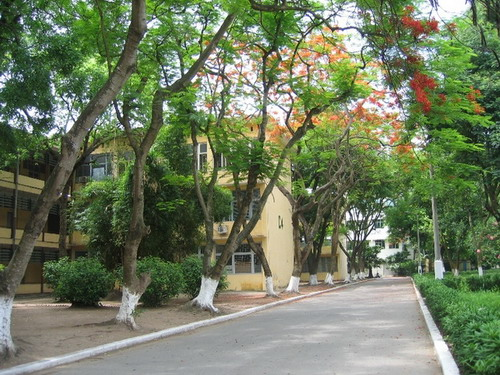
La rue de l'Université.
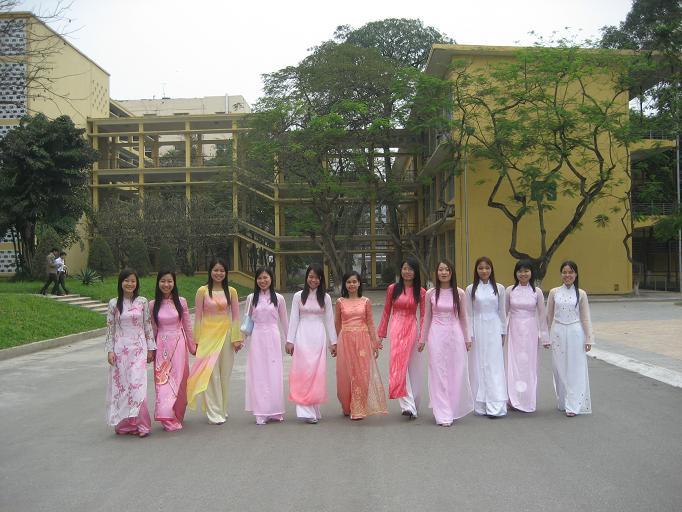
Etudiantes en áo dài.
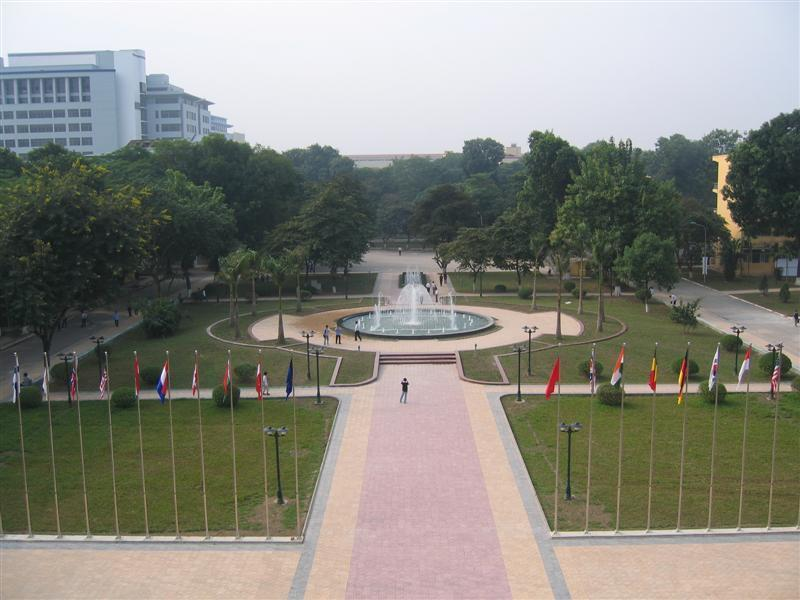
La grand place de l'université.
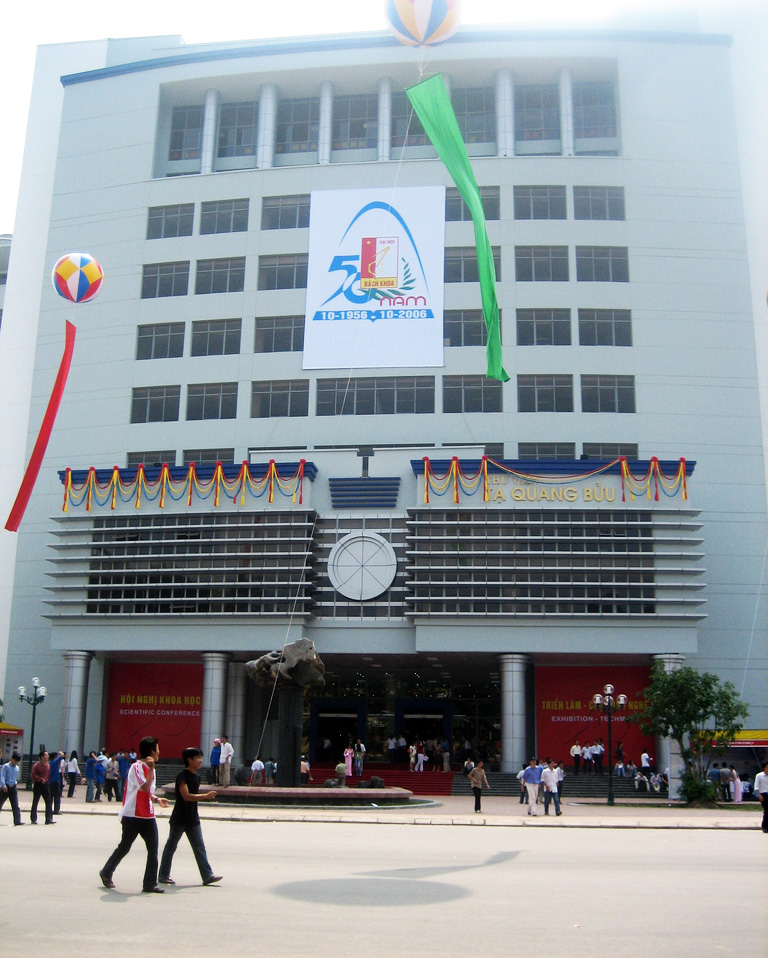
La bibliothèque Ta Quang Buu.